# 天市左垣二
天市左垣二（武仙座λ）也称赵,，又名BD+26 3034，HD 158899、SAO 85163、HR 6526，是武仙座的一颗恒星，视星等为4.41，位于銀經49.48，銀緯28.44，其B1900.0坐标为赤經17h 26m 41.7s，赤緯+26° 28.44′ 9″。